# 鐵撬

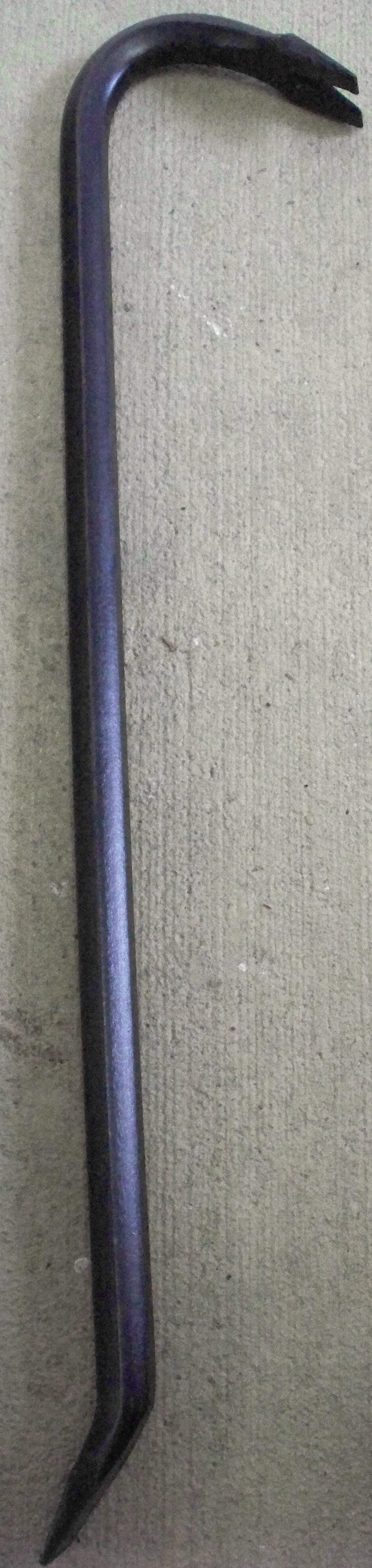
鐵撬

鐵撬（英語：Crowbar）又名撬棍（英語：Jimmy bar）、鐵挺、鐵筆、撬棒、物理學聖劍、起釘器（英語：Wrecking bar）或者鵝頸棍（英語：Gooseneck），是一種以金属棍為主體的工具，主要特徵是其中一邊為彎曲（彎曲角度可達90 °）和扁平化削尖的末端，以切入到較狹窄的角度，讓使用者可以撬開物件；通常中間有一條小小而且很深的凹槽或裂縫或對分成兩端，並且以杠杆原理以去除钉子。也有将这个工具和铁锤结合在一起，把铁锤的另一头做成铁撬，方便木工使用。在英国、爱尔兰共和国和澳大利亚，“鐵撬”可能偶爾會隨便地用來形容這個工具，但更常用於那些較大的直線型工具（參見開鑽棍）。而“Jimmy bar”、“Jimmy”或“Jemmy”最經常提到的是盜賊在爆竊時使用的工具。
由于《半衰期系列》中鐵撬作为主角戈登·弗里曼的主要武器之一，而且其身份为理论物理学家，其高度的曝光率，被爱好者们戏称鐵撬为“物理学圣剑”或“物理学圣杖”。

## 用途
它是用來作為一枝杠杆，以分開兩件原來在一起的東西，或是移除钉子。鐵撬通常用於打開以釘子密封的木箱子。而另一種常見的用途是以較大型的鐵撬以拆除東西：例如移除钉子、撬板和打破一般的東西。鐵撬可作為任何三種種類的槓桿，當中彎曲末端的通常是作為第一類槓桿，而扁平化的末端則作為第二類槓桿。較大型的鐵撬也可用於一些拆遷工作，例如：起重板、將各個組成的部分分開（如磚）或打破一些柔軟的對象。
另外，鐵撬也可以用來作為一種簡易近戰武器，同時用於攻擊和防禦這兩種的目的。例如鐵撬曾經在提姆·麥克林被殺案之中，一名卡車司機將鐵撬交給巴士乘客作為與李偉光（非二林蔗農事件領導者）對峙的武器。

## 材料與施工
鐵撬通常由中型碳钢製造；它們也可以由钛金屬製做，它的優點是比起鋼更輕、更耐用、無磁性和不會在碰撞時造成火花。
最便宜、最常見的鐵撬是鍛造而成的六角型鐵撬，有時是圓柱型握柄。更昂貴的外觀和設計的，可以是一個工字型的截面。

## 語源
從语源学之中可以確定的是，鐵撬的英文的首四個字母與一種黑鳥的名字“乌鸦”有關，也許由於鐵撬設計得與烏鴉相似的脚或是嘴。這個詞是在大約1400年首次證實。他們有時也被簡稱為烏鴉（英語：Crows），或是鐵烏鴉（英語：Iron crows）。威廉·莎士比亚在其許多地方使用了烏鴉這個術語，例如在《罗密欧与朱丽叶》第五節，第二場之中：
約翰師弟，
你快去給我找一柄鐵烏鴉，
立刻帶到這兒來。
（原文：Friar John, go hence.
Get me an iron crow and bring it straight
Unto my cell.）
後來，在1719年由丹尼爾·笛福所寫的小說《魯濱遜漂流記》第五節11月7日的筆記之中，主角曾經將鐵撬作為锄头使用，只是將這種工具稱為鐵烏鴉：
至於鋤頭，我曾經使用鐵烏鴉代替，雖然它很重，但這樣已經是相當足夠的了，
但下一件的事情是鏟子或鐵鍬，
這是絕對需要的，而事實上，我也沒有辦法在沒有它以下生存下去，
但至於如何去製作一把，我就不知道了。
（原文：As for the pickaxe, I made use of the iron crows, which were proper enough, though heavy;
but the next thing was a shovel or spade;
this was so absolutely necessary, that, indeed, I could do nothing effectually without it;
but what kind of one to make I knew not.）

## 圖集

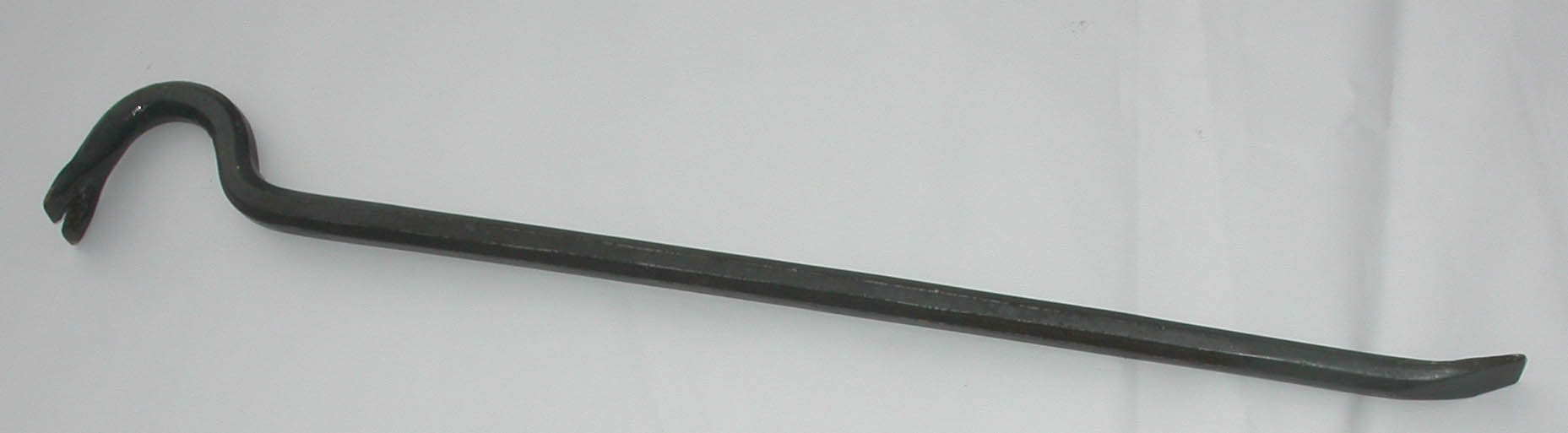
一種沒有握柄的鐵撬
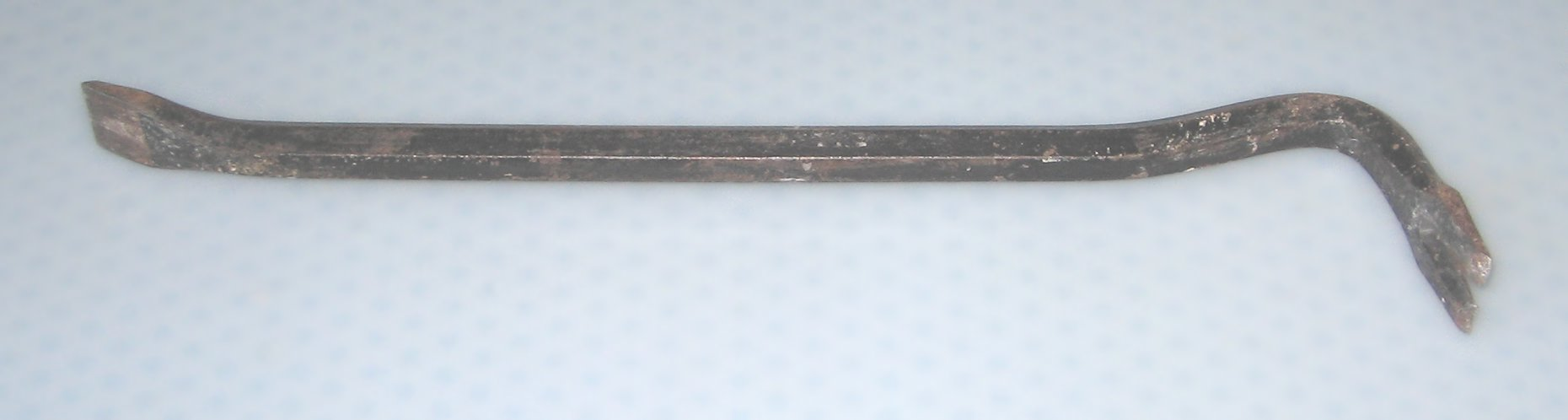
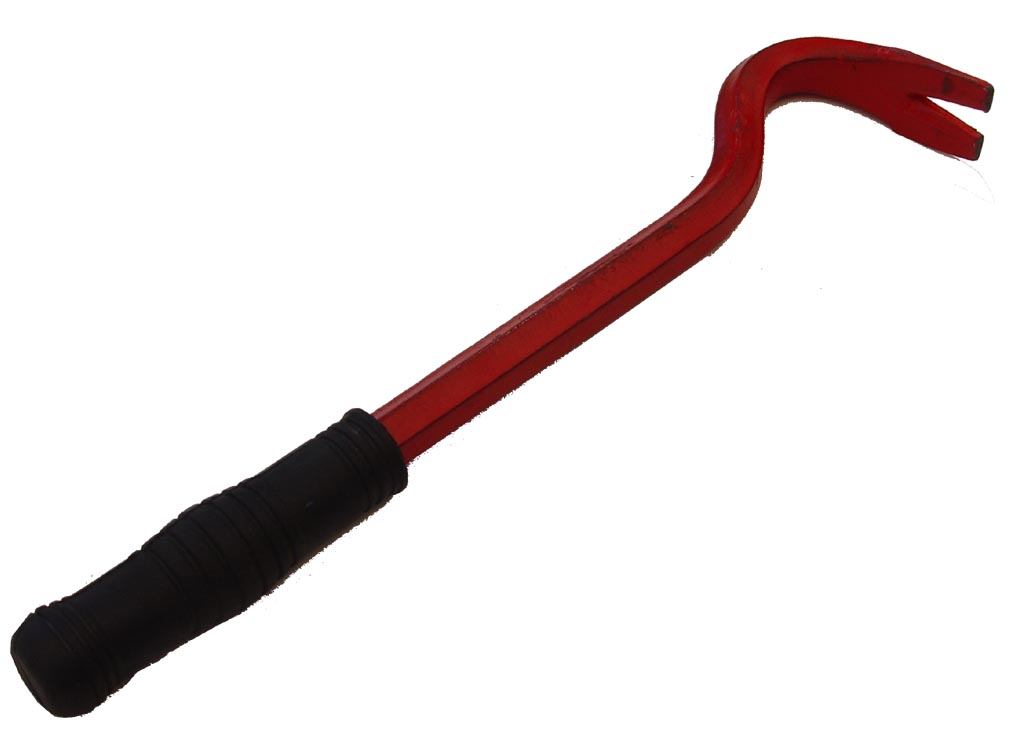
一種帶橡膠握柄的鐵撬
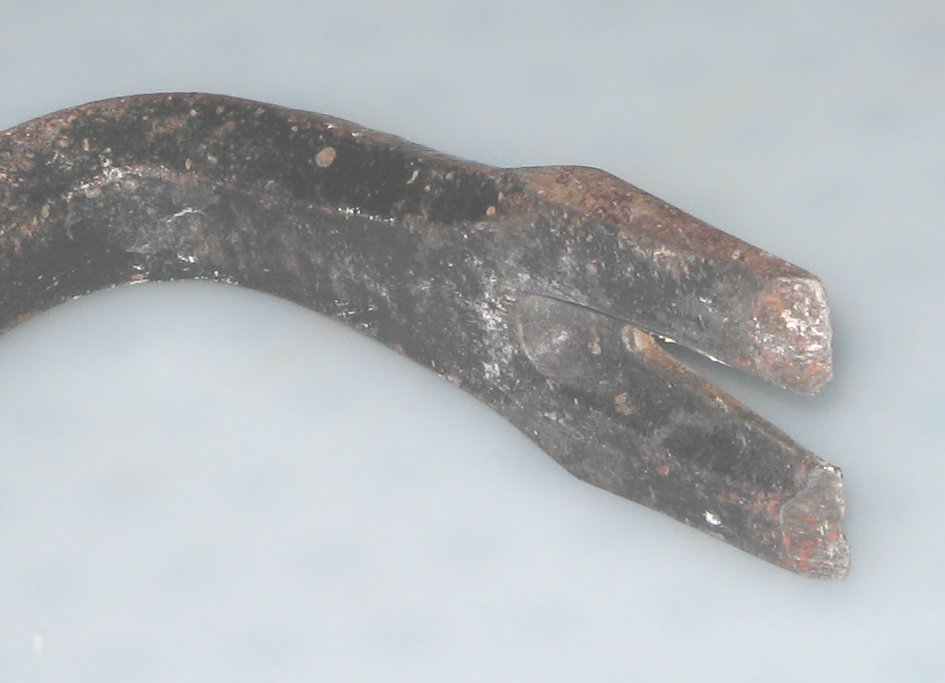
鐵撬的末端
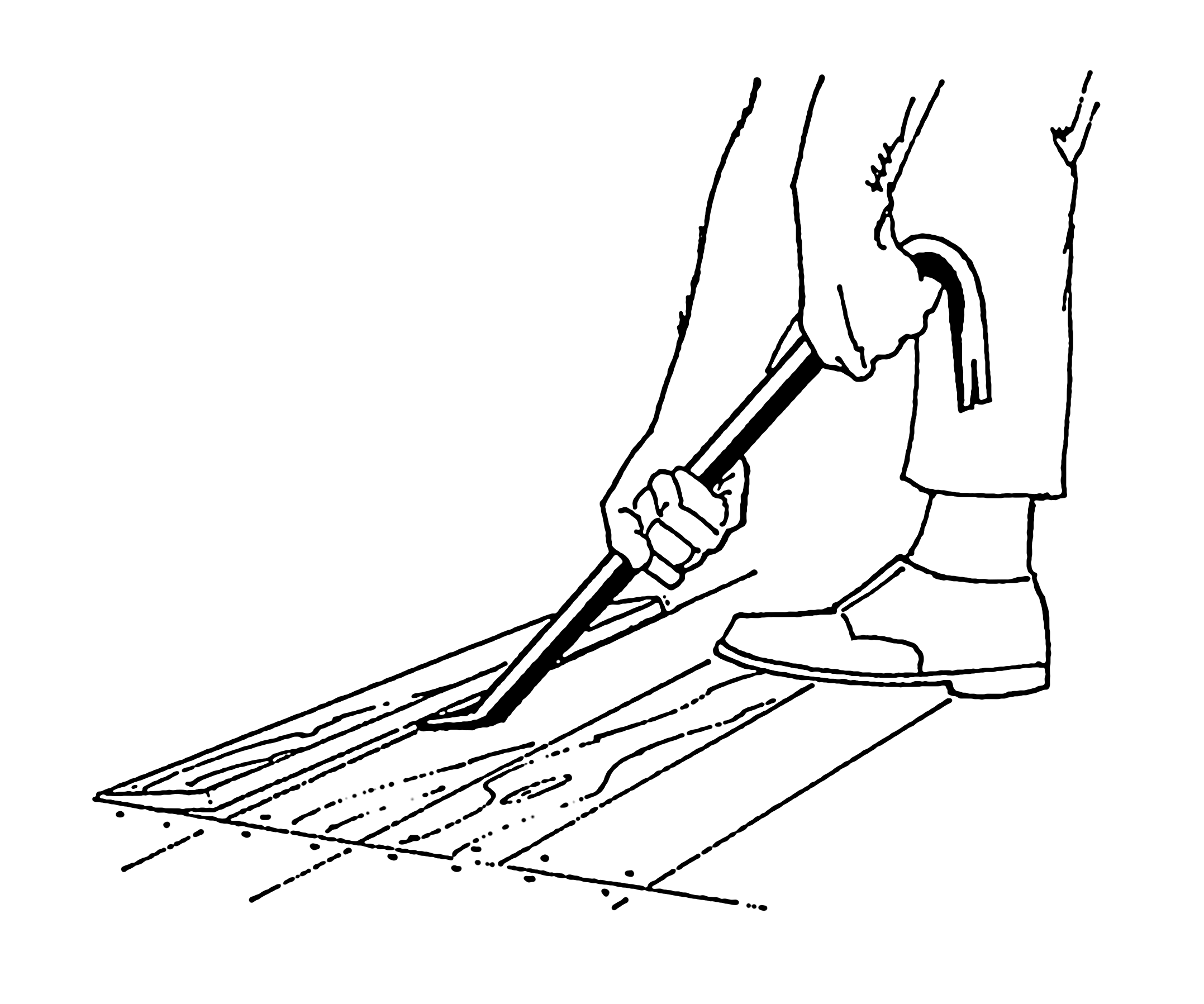
鐵撬的其中一種用法
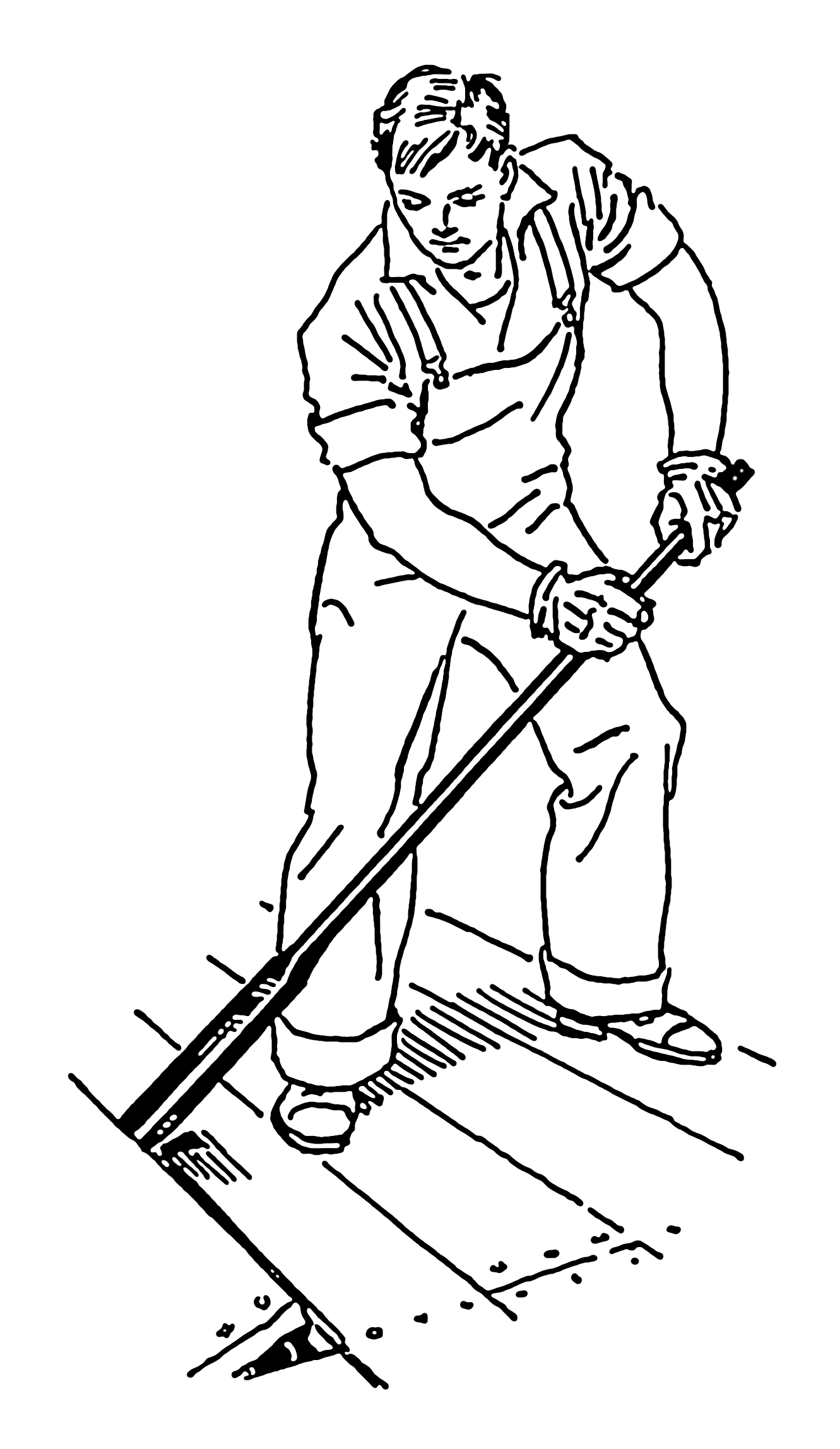
鐵撬的其中一種用法

## 資料來源
1. ↑  .   [2018-07-29]. （原始内容存档于2018-07-30）.
2. ↑  .   [2018-07-29]. （原始内容存档于2021-01-03）.
3. ↑  OED：crow-bar （页面存档备份，存于）；crow （页面存档备份，存于）, sense 5a
4. ↑  AHD：crow 的存檔，存档日期2008-03-12.
5. ↑  .   [2010-08-18]. （原始内容存档于2010-06-21）.
6. ↑  .   [2010-08-18]. （原始内容存档于2021-01-03）.
7. ↑  .   [2010-09-19]. （原始内容存档于2021-01-03）.